# Trachystolodes
Trachystolodes är ett släkte av skalbaggar. Trachystolodes ingår i familjen långhorningar.
Kladogram enligt Catalogue of Life:
| Trachystolodes | \| \| Trachystolodes bimaculatus \| \| \| \| \| \| Trachystolodes tonkinensis \| \| \| \| |
|                | \| \| Trachystolodes bimaculatus \| \| \| \| \| \| Trachystolodes tonkinensis \| \| \| \| |
|                | Trachystolodes bimaculatus                                                                |
|                |                                                                                           |
|                | Trachystolodes tonkinensis                                                                |
|                |                                                                                           |